# Estación de Fuzeta-Moncarapacho
La Estación ferroviaria de Fuseta, más conocida por Estación de Fuzeta o Estación de Fuseta-Moncarapacho, es una plataforma ferroviaria de la Línea del Algarve, que sirve a las localidades de Fuseta y Moncarapacho, en el Distrito de Faro, en Portugal. Fue inaugurada el 1 de septiembre de 1904.

## Características

### Vías y plataformas
Esta plataforma incluía, en 2009, dos vías de circulación, cada una con 190 metros de extensión, y dos plataformas, una de 173 metros, y otra de 94 metros de extensión; la altura de ambas plataformas era de 45 centímetros.
En enero de 2011, las plataformas ya habían sufrido alteraciones, pasando a tener 174 y 95 metros de longitud, y 40 centímetros de altura; no se efectuaron modificaciones en las líneas.

## Historia

### Planificación, construcción e inauguración
En mayo de 1902, el Consejo Superior de Obras Públicas propuso, entre otras alteraciones, el desplazamiento del lugar proyectado para esta estación, junto a la localidad, a otro sitio, más próximo de la Ruta Real. También en ese año, fue enviado a este órgano el proyecto definitivo para la construcción del segundo tramo de la conexión ferroviaria entre Faro y Vila Real de Santo António; en este proyecto estaba incluida la construcción de la Estación de Fuzeta, ligeramente distanciada de esta población, de modo que sirviese también a la localidad de Moncarapacho. Esta estación, según el mismo proyecto, ostentaría la categoría de tercera clase.
El 24 de marzo de 1903, la Dirección de Sur y Sudeste de los Ferrocarriles del Estado abrió un concurso para, entre otros objetivos, construir esta estación; este contrato, con un valor de 9.400 reales, incluía un edificio principal, un muelle cubierto, varios muros de soporte y de resguardo, y un muelle descubierto.
Esta estación fue inaugurada el 1 de septiembre de 1904.

### sigloXXI
Esta estación sufrió, en 2005, una remodelación en las instalaciones eléctricas.
La Red Ferroviaria Nacional abrió, el 7 de  noviembre de 2011, un contrato para varias intervenciones en esta estación; en las alteraciones programadas estaba incluida la reparación de las pasarelas de madera, intercambio de traviesas de madera por hormigón, y sustitución de carriles defectuosos y de los aparejos de mudanza de vía.

### Movimiento de pasajeros y mercancías

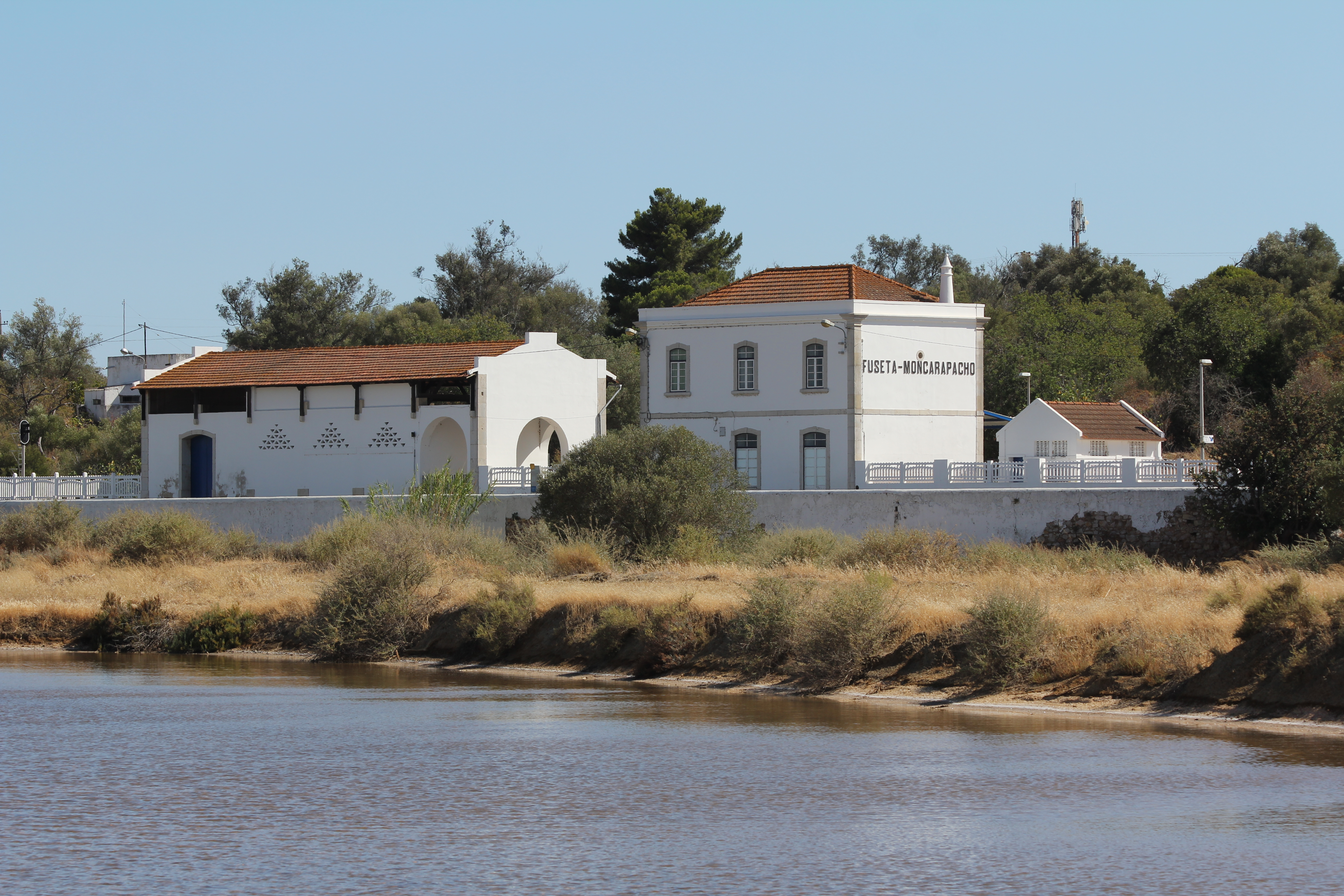
Vista general de la Estación de Fuseta-Moncarapacho, en abril de 2010.

Desde su inauguración, esta plataforma previéndose que tuviese un elevado movimiento, debido al hecho de servir a importantes parroquias de Moncarapacho, y de que se convirtiese en un centro de expedición de productos piscícolas.
Esta estación fue, a lo largo del siglo XX, muy utilizada por veraneantes; además de esto, mantuvo un tráfico constante de pasajeros con las estaciones de Olhão, Tavira y Faro.
En el movimiento de mercancías de esta estación, se destaca, por su cantidad, la exportación de pescado salado o congelado, sal (especialmente a Aveiro), y trigo (principalmente a Faro); estos dos últimos productos eran expedidos en régimen de Grandes Volúmenes (vagones completos). En régimen de Pequeños Volúmenes en Alta Velocidad, se destaca el envío de hortalizas y frutas (especialmente cítricos, enviados en el Otoño y Primavera, principalmente a Vila Nova de Gaia), pulpo (en el Otoño) y aceite empaquetado (principalmente a Setúbal y Lisboa). Esta estación recibía, principalmente, marisco, para ser utilizado en viveros y criaderos.
Después de la Segunda Guerra Mundial, se efectuó una reducción general en el volumen de mercancías recibidas y expedidas; disminuyéndose las exportaciones de pescado, pero aumentando las de pulpo.